# 1542

## أحداث
- تأسيس مدينة غوادالاخارا وتقع حاليا في المكسيك.
- 6 يناير: تأسيس مدينة ماردة وتقع حاليا في المكسيك.
- بداية الحرب الإيطالية 1542-1546 في 1542 والتي انتهت في 1546.

## مواليد
- جلال الدين أكبر
- ماري ستيوارت
- محب الدين الحموي

## وفيات
- جيمس الخامس ملك اسكتلندا